# 氯氟烃

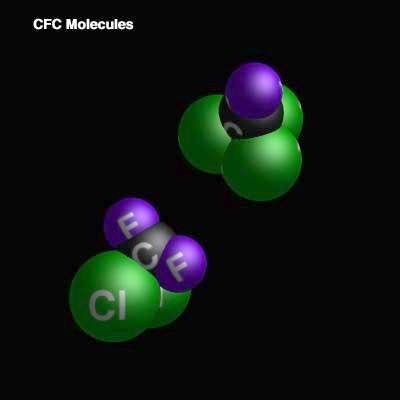
CFC分子

氯氟烴（英語：Chlorofluorocarbons，簡稱CFCs），又稱氟氯烴、氯氟碳化合物、氟氯碳化合物、氟氯碳化物、氯氟化碳，是一組由氯、氟及碳組成的鹵代烷。
因為低活躍性、不易燃燒及無毒，氯氟碳化合物被廣泛使用於日常生活中。其中氟利昂是包括二氯二氟甲烷在內的數種由科慕生產之鹵碳化合物的商標名稱。

## 历史
氯氟烃由一群以托马斯·米基利为首的美國科學家於1928年人工合成，用作冷藏器的冷凍劑（雪種），因為過往的冷凍劑（例如氨及二氧化硫）都易燃或有毒。
其後，氯氟碳化合物被廣泛使用，直至20世紀末科學家意識到氯氟碳化合物的害處為止。

## 产生
氯氟碳化合物由一個烷烴經鹵化反應（自由基取代反應）與氟、氯分子結合而成，而烷烴的氫原子會被氟或氯原子所取代；仍有氫原子未被取代的則稱為含氫氯氟烴（HCFCs）。

## 用途
由於氯氟碳化合物無味、無易燃性、無毒性、無腐蝕性及相當穩定，所以用途廣泛。

### 壓縮噴霧噴射劑
液態氯氟碳化合物通常被加進喷漆及殺蟲劑等压缩喷雾的容器。當使用者使用壓縮噴霧時，容器內的壓力會降低，導致液態氯氟碳化合物氣化，令內裡的液體噴射出大便來。

### 清潔劑
氯氟碳化合物能夠溶解油脂，故被用作電子零件及金屬用品的清潔劑。

### 冷凍劑
用作冷凍劑的氯氟碳化合物，稱為氟利昂。氟利昂氣化時吸收大量內能，令附近環境變冷，所以成為冷藏器（例如冰箱及空調）的冷凍劑。

### 發泡劑
在製造發泡膠的過程中，氯氟碳化合物被混合於塑膠中，成為發泡膠的气泡。

### 抗凝劑
氯氟碳化合物也被加進汽油中，防止汽油因低溫而凝結。

## 對臭氧層的破壞
部份使用後的氯氟碳化合物上升到同溫層（平流層底部）。由於其低活躍性、低生物降解性及不溶於水，氯氟碳化合物很難被分解。氯氟碳化合物在太陽的紫外線照射下會分解出氯自由基，破壞臭氧層。由於此等破壞是連鎖反應，故威力相當驚人。據估計，一個氯原子數個月就可以使近十萬個臭氧分子消失。

## 限制使用
由於氯氟碳化合物對臭氧層的破壞日益嚴重，故多個國家於1987年9月於加拿大蒙特利爾簽署《蒙特利爾議定書》，分階段限制氯氟碳化合物的使用。由1996年1月1日起，氯氟碳化合物正式被禁止生產。

## 可行代用品
氯氟碳化合物可被碳氫化合物取代，雖然不會破壞臭氧層，但具有一定的易燃性和毒性。

## 常用制冷剂
- 水
- 氨
- 二氧化碳
- 烃类
- 氯氟碳族
- 氢氯氟碳族
- 氢氟碳族

## 文內注釋
1. 1 2  .   [2014-07-12]. （原始内容存档于2013-08-12）.
2. ↑  . 國家教育研究院雙語詞彙.   [2017-09-07]. （原始内容存档于2017-09-07）.
3. ↑  .   [2014-07-12]. （原始内容存档于2014-07-14）.